# لیبرال (میزوری)
لیبرال (به انگلیسی: Liberal) یک شهر در ایالات متحده آمریکا است که در شهرستان بارتون، میزوری واقع شده‌است. لیبرال ۲٫۱۸ کیلومتر مربع مساحت و ۷۵۹ نفر جمعیت دارد و ۲۷۵ متر بالاتر از سطح دریا قرار دارد.